# كهف المفاجأة (قرغيزستان)
يقع كهف المفاجأة الذي يبلغ طوله 450 مترًا على الجانب الأيمن من دانجي كانيون في أرافان، قيرغيزستان. تؤدي فتحة دائرية صغيرة في جدار الوادي إلى رواق تحت الأرض مزين بالبلورات والنوازل.